# 駐日スロベニア大使館
駐日スロベニア大使館（スロベニア語: Veleposlaništvo Slovenija na Japonskem、英語: Embassy of Slovenia in Japan）は、スロベニアが日本の首都東京に設置している大使館である。在東京スロベニア共和国大使館（スロベニア語: Veleposlaništvo Republike Slovenije Tokio、英語: Embassy of the Republic of Slovenia in Tokyo）とも。
1992年3月17日、日本がスロベニアを主権国家として承認し、同年10月12日に両国の外交関係が樹立。1993年2月に大使館が開設された。

## 所在地
| 日本語             | 〒107-0062 東京都港区南青山7-14-12                    |
| スロベニア語・英語 | 14-12 Minamiaoyama 7-chome, Minato-Ku, Tokyo 107-0062 |
| アクセス           | 東京メトロ日比谷線広尾駅4番出口                       |

## 大使
2023年10月12日より、ユーリ・リフェルが特命全権大使を務めている。